# Insurrezione calabrese
L'insurrezione calabrese (chiamata anche guerra d'insurrezione calabrese) fu una guerra della terza coalizione svoltasi nel Regno di Napoli tra il 1806 e il 1809, combattuta da formazioni di volontari contro l'esercito francese nei territori di Calabria e Basilicata.

## Storia

### Antefatto e Campotenese
Il generale Reynier, al comando del II Corpo, marciando speditamente da Salerno fece attaccare dai volteggiatori del colonnello Compère le milizie irregolari del Curci, le quali si dispersero sui monti vicini. Superato il passo di Campestrino, l'avanguardia francese avanzò con molta celerità sulla strada che porta a Lagonegro. Il colonnello borbonico Pignatelli aveva abbandonato Auletta si era riunito al generale Minutolo che stava in Lagonegro con il reggimento  Principessa, con un battaglione del reggimento  Sanniti, col reggimento  Re Cavalleria e con buon numero di artiglierie collocate, come se non si fosse affatto in stato di guerra, nella piazza maggiore della città.
In quello stesso giorno i francesi arrivarono a Lagonegro vi s'inoltrarono, e sboccarono all'improvviso nella piazza della città, mentre Minutolo li attendeva dalla strada maestra. Grande fu la confusione che questa sorpresa produsse tra i soldati borbonici, i quali nondimeno fecero fuoco sul nemico, come meglio poterono. Gli artiglieri scaricarono i loro pezzi posti in batteria sulla piazza, di fatto ne rimasero uccisi non pochi volteggiatori francesi, tra cui il loro comandante il capitano Renac. Durante l'attacco vennero persi dai borbonici tre cannoni e numerose vettovaglie e viveri, inoltre numerosi soldati rimasero prigionieri.
I soldati napoletani scampati allo scontro si ritirarono prima in Lauria, quindi a Castelluccio, dove si riunirono al brigadiere De Tschudy, ai quali si affiancarono, provenienti da Rotonda, tre battaglioni del reggimento  Real Ferdinando con il brigadiere Ricci.
Da Castelluccio le truppe borboniche si ritirarono sul piano di Campotenese l'8 marzo.
Il battaglione dei  Granatieri Reali  comandato dal colonnello Roth, che era stato posto a guardia della valle di San Martino, non appena le truppe napoletane l'ebbero attraversata andò a schierarsi a destra della fanteria mentre due sole compagnie di cacciatori Calabri con uno squadrone di cavalleria rimasero in avanguardia allo sbocco del passo.
I francesi penetrando dalla valle di San Martino, obbligarono l'avanguardia a ripiegare e inseguendola, quasi facendosene scudo,   sboccarono nel piano di Campotenese verso il mezzogiorno del 9 marzo ed ebbero la meglio nello scontro, talché i soldati di Damas cercarono di raggiungere per malagevoli sentieri la piccola colonna quasi tutta di cavalleria, che aveva potuto seguire il generale supremo con lo stato maggiore sulla strada di Morano prima che fosse bloccata dal nemico.

### Assalto a Capri e conquista di Ponza
Dopo che lo smembrato esercito borbonico era riparato in Sicilia, i napoleonici si trovarono padroni del Regno di Napoli, ma all'interno della penisola resistevano bande di insorti partigiani, appoggiati dall'Inghilterra.
Il 3 maggio 1806, il nuovo re Giuseppe Bonaparte, rientrato a Napoli da un viaggio nelle provincie conquistate, fu accolto dalla notizia che l'ammiraglio Smith era con la flotta inglese presso l'isola di Capri a intimare la resa della guarnigione lì comandata dal capitano Chevet.
Smith assalì Capri a colpi di cannone, e alla mezzanotte del 12 maggio l'isola capitolò. Il capitano Etang, succeduto a Chevet, caduto nell'assalto, riparò a Pozzuoli.
Pochi giorni dopo gli inglesi espugnarono anche Ponza.

### Civitella del Tronto
Resisteva agli occupanti francesi la fortezza di Civitella del Tronto, attrezzata di ventidue cannoni, dal 27 marzo era difesa da trecento uomini al comando di Matteo Wade e dalle bande partigiane del brigante Sciabolone, contro gli assalti di duemila soldati comandati dal francese Frégeville.
Dopo un tentato assalto del 15 aprile, il 19 maggio i napoleonici presero la città e i dintorni, e il 21 maggio Wade capitolò, e insieme alla sua guarnigione fu fatto prigioniero.

### Gaeta
Caduta Civitella, Gaeta fu teatro di un lungo assedio, terminato il 19 luglio 1806.
Sul finire di maggio, i briganti detti Sciarpa e Pane di Grano, tentarono di occupare Reggio Calabria e Scilla, nel tentativo di ostacolare i francesi nelle operazioni sullo stretto di Messina.
Questi si spinsero poi in Basilicata e Puglia per sollevare le popolazioni contro gli invasori francesi.
Il 29 giugno, Michele Pezza, alla testa della sua «Legione della Vendetta», occupò Amantea con seicento uomini, e lasciatovi Rodolfo Mirabelli a difendere il suo castello, partì per Cosenza.

### Maida
Il 1º luglio seimila inglesi, comandati dal generale Stuard, sbarcarono a nord di Sant'Eufemia. Gli albionici furono respinti da un contingente polacco comandato dal colonnello Grabinski fino alla pianura di Maida, dove furono affrontati da cinquemila francesi comandati dal generale Reynier.
I due eserciti si scontrarono alla pari, avendo i napoleonici buona cavalleria e sei cannoni da opporre ai sedici pezzi d'artiglieria degli inglesi.
Dopo l'arrivo di rinforzi capitanati dal luogotenente Michele Pezza, il 4 luglio Stuard tentò di bloccare le comunicazioni con Monteleone.
Il generale Reynier ordinò ai suoi uomini di dare battaglia, e presso il fiume Amato, dopo cinque ore di battaglia, gli inglesi ebbero la vittoria, portando mille e cento prigionieri, nonché viveri e munizioni che Reynier aveva dovuto lasciare durante la ritirata.

### Marcellinara
Durante la ritirata, il Reynier si era imbattuto in Marcellinara, sulla via per Catanzaro, dove i suoi uomini, per via delle uniformi, erano stati confusi con degli Svizzeri (alleati agli inglesi). Gli uomini del posto li accolsero festanti urlando inni al re Borbone, e i francesi risposero facendo fuoco sui civili.
La sconfitta francese diede impulso alla rivolta in tutta la Calabria.

### Reggio e Scilla
Il 10 luglio settecento francesi presidianti Reggio Calabria erano costretti alla resa da milleduecento soldati comandati dal generale Brodrik e dal duca della Floresta.
Non così per Scilla, dove il 23 luglio fu il generale inglese Oswald a lasciare il campo ai francesi del capobattaglione Michel.

### Crotone e Corigliano
Reynier, dopo essere arrivato a Catanzaro, riparò a Crotone.
Partito dopo poche ore, vi lasciò un presidio di duecentocinquanta polacchi comandati dal capitano Soulpy, che fu assalito dagli inglesi e costretto alla resa il 30 luglio.
Il 1º agosto Reynier assaltò Corigliano Calabro, difesa da Salvatore Pugliese, che resistette ai francesi per appena due ore di battaglia.
Il 3 agosto Reynier arrivò a Cassano all'Ionio, dove fu accolto a fucilate dagli abitanti.
Incontrato il generale Verdier, avanzato il 9 luglio da Cosenza, con seimila uomini aspettò rinforzi da Napoli.
Il re aveva mandato in Calabria due battaglioni, uno di polacchi, che erano però stati respinti con fortissime perdite a Lauria (il 14 luglio), e un altro corpo di millecinquecento uomini al comando dell generale Vintimille, che però non riusciva a spingersi sotto Lagonegro.

### Intervento di Massena in Calabria e Basilicata
Dopo la caduta di Gaeta, il re decretò la repressione delle insurrezioni in Calabria.
Andrea Massena fu mandato con quindicimila uomini verso sud, dividendo l'esercito in due colonne: uno, al comando di Massena stessò, diretto in Calabria per la via di Lagonegro; l'altro comandato dal Mermet, per la via di Sapri.
Mermet, giunto a Montano Antilia il 3 agosto, mandò quattrocento uomini al comando di Vincenzo Gentile all'assalto di Laurino, difesa dal capobanda Speranza, che fu saccheggiata e incendiata.
Contemporaneamente, Roccagloriosa, difesa da Rocco Stoduti, fu assalita e saccheggiata da Mermet.
Il 4 agosto lo stesso Mermet si recò da Torre Orsaia a Policastro Bussentino, con la speranza di arrivare senza troppi problemi a Sapri. Ma era quest'ultima difesa dalla flotta inglese che stanziava al largo di Maratea.
Mermet riparò nuovamente a Torre Orsaia, in attesa di Massena, che giunto a Lagonegro, distaccò un contingente al comando del Gardanne, che espugnò e incendiò Torraca.

### Lauria
Il Massena, partito da Lagonegro per la Calabria, trovò la strada bloccata a Lauria.
Dopo due tentativi di trattativa, Massena assalì la cittadina lucana l'8 e il 9 agosto, massacrando circa mille abitanti e dandosi al saccheggio.
A Castrovillari Mermet e Massena, congiunti, marciarono su Cosenza, dove arrivarono senza problemi.
Mentre i due francesi organizzavano guardie civiche per la difesa del potere napoleonico, in altri luoghi del Regno di Napoli continuarono atti di rivolte.

### Camerota
Difesa dal duca di Polleria e dalle bande del Guariglia, fu espugnata dal generale Lamarque il 1º settembre 1806, che in seguito ordinò la strage degli insorti.

### Sora
Sora fu espugnata e saccheggiata il 26 settembre dai generali Espagne, Cavaignac e Forestier.

### Acri
Acri era presidiata da una guarnigione al comando del tenente Giuseppe Ferrara. Il 14 ottobre Antonio Santoro occupò la cittadina, costringendo i difensori a barricarsi nel suo castello, ma fu costretto alla ritirata con i suoi tremila uomini. Santoro tornò successivamente, ma fu assalito dal Verdier, che lo costrinse a fuggire. Acri fu poi saccheggiata ed incendiata.

### Amantea
Il 27 settembre Amantea il generale Verdier assalì la città, difesa dal Mirabelli. Dopo una ritirata, i francesi tornarono il 3 dicembre, ma fu respinto nuovamente.
Il 1º gennaio 1807 Verdier, a cui si era unito il Reynier, attaccò di nuovo il Castello di Amantea, ma fu ancora respinto.
Il 31 gennaio il generale Luigi Gaspare Peyri, che aveva sostituito Verdier, propose una capitolazione al Mirabelli, che fu rifiutata.
Il 7 febbraio, dopo due assalti francesi, Mirabelli ottenne una onorevole resa.

### Maratea
I francesi giunsero a Maratea nel settembre 1806 e furono accolti gioiosamente dalla popolazione.
Ciononostante, il colonnello Mandarini, forte di promesso aiuto inglese, organizzò una resistenza nel  Castello, cioè la città alta, per tenere accese le speranze di una opposizione ai napoleonici.
Da Lagonegro pervenne il generale Lamarque, che mise in assedio il  Castello il 4 dicembre.
Mandarini e i suoi seicento uomini resistettero fino al 10 dicembre, quando, essendo sparita la flotta inglese e i soccorsi da loro promessi e correndo il rischio di stragi e saccheggi della cittadina lucana, ottennero una onorevole capitolazione.

### Sant'Andrea Apostolo dello Jonio
Il 10 settembre 1806 i francesi assaltano il comune di Sant'Andrea Apostolo dello Jonio (CZ), comandati da Guglielmo Pepe.